# لورنس ماكنتاير
لورنس ماكنتاير (بالإنجليزية: Laurence McIntyre)‏ هو دبلوماسي أسترالي، ولد في 22 يونيو 1912 في هوبارت في أستراليا، وتوفي في 21 نوفمبر 1981 في كانبرا في أستراليا.